# 鲁道夫·埃克施泰因
鲁道夫·埃克施泰因（德語：Rudolf Eckstein，1915年1月1日—1993年5月25日），德国男子赛艇运动员。他曾代表德国参加1936年夏季奥林匹克运动会赛艇比赛，获得男子四人单桨无舵手金牌。